# Synatemnus parvulus
Espèce
Synatemnus parvulus est une espèce de pseudoscorpions de la famille des Atemnidae.

## Distribution
Cette espèce est endémique de Tanzanie. Elle se rencontre vers Amani.

## Description
Synatemnus parvulus mesure de 2 à 2,2 mm.

## Publication originale
- Beier, 1944 : Über Pseudoscorpioniden aus Ostafrika. Eos, Madrid, vol. 20, p. 173-212 (texte intégral).